# Giovanni Colonna (zm. 1245)
Giovanni Colonna (zm. 28 stycznia 1245) – włoski kardynał z rzymskiego rodu arystokratycznego Colonna.
Prawdopodobnie był pierwszym przedstawicielem tego rodu w Świętym Kolegium. Nominację kardynalską przyznał mu papież Innocenty III na konsystorzu 27 maja 1206. Sygnował bulle papieskie między 8 czerwca 1206 a 17 kwietnia 1244. W 1223 roku był legatem papieskim w Konstantynopolu oraz w państwach łacińskich w Syrii. Za pontyfikatu Grzegorza IX opowiadał się za bardziej elastyczną postawą wobec cesarza Fryderyka II. W trakcie sediswakancji po śmierci Grzegorza IX był liderem stronnictwa „ugodowego”. Zmarł w Rzymie na początku 1245 roku.